# Vattenfall (M.C. Escher)

En stiliserad version av vattenfallets kanaler med tvetydiga 3D-detaljer

Vattenfallet är en litografi av den holländske konstnären M.C. Escher som trycktes för första gången i oktober 1961. Det visar en uppenbar paradox där vatten från ett vattenfalls bas ser ut att rinna nedåt, längs en vinklad akvedukt, tills det till sist utgör samma vattenfalls tillopp.
Allt medan de flesta konstnärer som arbetar med tvådimensionella skapelser använder relativa proportioner för att skapa en illusion av djup, så använder Escher här och på andra ställen konflikter för att skapa en optisk illusion i form av en paradox. Vattenfallet använder en struktur av två stycken sammanbundna omöjliga trianglar som är ett så kallat omöjligt objekt skapad av Oscar Reutersvärd och populariserad av Roger Penrose.

## Beskrivning
Bilden förevisar en by eller del av en stad med en förhöjd akvedukt med ett vattenfall som driver ett vattenhjul i fokus. Akvedukten svänger skarpt tre gånger i nittio grader, först åt vänster, sedan åt höger, för att sedan svänga åt vänster igen. Vi tittar på motivet från en diagonal synvinkel snett uppifrån som ihop med ett perspektiv i en lägre vinkel från höger ger intrycket att de två nittiogradiga svängarna ligger helt i linje med varandra, medan vattenhjulet, högersvängen och vattenfallets krön ligger i en annan linje.
Akveduktens andra vänstersväng bärs upp av pelare som tar stöd från den första svängen, medan högersvängen och vattenfallets krön bärs upp av pelare som står mitt framför vattenhjulet. Vattenfallets flöde driver på sin väg nedåt vattenhjulet för att sedan fylla på sig själv via den omöjliga akveduktlösningen i en skenbar perpetuum mobile (Escher förklarar dock hjälpsamt i verkets dokumentation att vattnet behöver fyllas på emellanåt på grund av avdunstning). 
De två bärande tornen fortsätter ovanför akvedukten och kröns med två sammansatta polyedrar. Den till vänster är en kombination av tre kuber och den till höger förenar en rombisk dodekaeder (eller en förening av tre oktaedrer).
Framför vattenhjulets byggnad återfinns en trädgård med bisarra mycket stora plantor. Dessa är faktiskt en förstorad vy av ett kluster med mossor och lavar, vilka Escher målade i olja i ett verk från 1942. Motivets bakgrund ser ut att vara en mycket omfattande terrasserad odling.